# Железнодорожная Будка 1402-й км
Железнодорожная Будка 1402-й км — упразднённый населённый пункт (тип: железнодорожная будка) в составе Краснокамского городского округа в Пермском крае России.

## География
Населённый пункт находится с северной стороны от железной дороги Москва-Пермь, примыкая с востока к деревне Даньки Краснокамского городского округа.
Климат
Климат умеренно континентальный. Наиболее тёплым месяцем является июль, средняя месячная температура которого 17,4—18,2 °C, а самым холодным январь со среднемесячной температурой −15,3…−14,7 °C. Продолжительность безморозного периода 110 дней. Снежный покров удерживается 170—180 дней.

## История
Населённый пункт появился при строительстве железной дороги. В селении жили семьи тех, кто обслуживал железнодорожную инфраструктуру.
До 2018 года населённый пункт входил в Оверятское городское поселение Краснокамского района. После упразднения обоих муниципальных образований вошёл в состав образованного муниципального образования Краснокамского городского округа.
Упразднена в ноябре 2023 года как фактически прекратившая существование.

## Население
| 2010 |
| ---- |
| 0    |

### Национальный состав
Согласно результатам переписи 2002 года, в национальной структуре населения татары составляли 100 % от 2 жителей.

## Инфраструктура
Основа экономики — обслуживание путевого хозяйства.

## Транспорт
Автобусное сообщение через село Чёрная. Остановка пригородных поездов Увал.